# کره دو میدی
کره دو میدی (به لاتین: Crêt du Midi) یک کوه در سوئیس است که در کانتون وله واقع شده‌است. کره دو میدی ۲٬۳۳۲ متر بالاتر از سطح دریا واقع شده‌است.